# Versicherungsrecht (Zeitschrift)
Versicherungsrecht – Zeitschrift für Versicherungsrecht, Haftungs- und Schadensrecht (VersR) ist eine seit 1950 erscheinende juristische Fachzeitschrift aus dem Verlag Versicherungswirtschaft, die sich vorwiegend an Richter, Rechtsanwälte und Praktiker aus dem Bereich Versicherungsrecht wendet. Sie erscheint zweimal monatlich, wobei in jeder Ausgabe Aufsätze, Urteile und Anmerkungen veröffentlicht werden. Sie erscheint in einer Auflage von 7500 Exemplaren.

## Schriftleitung
Seit 1. August 2015 obliegt die Hauptschriftleitung Manfred Wandt (Johann Wolfgang Goethe-Universität Frankfurt am Main), der auf Egon Lorenz folgte. Weitere Mitglieder der Schriftleitung sind Stand 1. Januar 2016 Oliver Brand (Universität Mannheim), Jürgen Bürkle, Lothar Jaeger, Theo Langheid, Dirk Looschelders und Peter Reiff (Universität Trier).

## Zitierweise
Beiträge und Urteile aus der Zeitschrift Versicherungsrecht werden üblicherweise folgendermaßen zitiert:
- BGH VersR 2007, 821 (Urteil des BGH veröffentlicht im Jahr 2007 ab der Seite 821)
- Langheid VersR 2007, 865 (Aufsatz von Theo Langheid zum Thema Tücken in den §§ 110 ff. VVG-RegE, veröffentlicht im Jahr 2007 ab der Seite 865)

Wird auf eine spezielle Seite innerhalb eines Urteils oder Aufsatzes verwiesen, so wird diese eingeklammert angehängt (BGH VersR 2007, 821 [823]).